# Matthew Zimmer
Pour les articles homonymes, voir Zimmer.
Matthew Zimmer, né le 24 avril 1993 à DeWitt (Iowa), est un coureur cycliste américain.

## Biographie
En 2019, Matt Zimmer se distingue en remportant une étape de la Joe Martin Stage Race. Il s'agit de sa première victoire obtenue dans une course inscrite au calendrier de l'UCI. La même année, il termine deuxième du Grand Prix cycliste de Saguenay, troisième de la Valley of the Sun Stage Race ou encore huitième du Tour de Beauce.

## Palmarès et résultats

### Palmarès par année
- 2014
  - East Village Criterium
- 2016
  - Snake Alley Criterium
- 2019
  - 2e étape de la Joe Martin Stage Race
  - 2e du Grand Prix cycliste de Saguenay
  - 3e de la Valley of the Sun Stage Race
- 2021
  - Elkhart Time Trial
  - GP Des Moines Criterium
  - 2e de la Green Mountain Stage Race
- 2022
  - 2e de la Green Mountain Stage Race

### Classements mondiaux
| Année            | 2019 |
| ---------------- | ---- |
| UCI America Tour | 120e |